# Sydsnylthumla
Sydsnylthumla (Bombus vestalis) är en insekt i överfamiljen bin (Apoidea) som tillhör undersläktet snylthumlor (Psithyrus). 

## Beskrivning
Sydsnylthumlans hona är tämligen storväxt, 20 till 23 millimeter och med en vingbredd på i genomsnitt 37 millimeter. Hanen är mindre, 16 till 18 millimeter, och med påtagligt långa antenner. Tungan hos båda könen är kort, och vingarna är svagt gulbrunt färgade. Humlan är övervägande svart med bred, varmgul krage, varmgula hår på sidorna av tergit 3, som ofta sammanflyer till ett helt band hos hanen, och en vit bakkroppsspets. Hanen kan ofta ha en gul fläck på vardera sidorna av bakkroppens första tergit. Hanens päls är rufsigare än honans. Honan liknar jordsnylthumlan, men denna kan ha mer variabel pälsfärg.

## Utbredning
Humlan finns från Nordafrika över södra och mellersta Europa till södra Sverige i norr. Västgränsen går vid Storbritannien, där den främst finns i England och Wales samt i Skottlands sydöstra del, medan den asiatiska nordgränsen går vid Kaukasus, och sydöstgränsen vid norra Iran. Arten finns även i Nordafrika.
I Sverige är den vanlig i Skåne, dit den kom relativt sent; den observerades först i Lund på 1970-talet. Den är på spridning norrut med ungefärlig nordgräns vid Båstad till Sölvesborg (2022).
Arten saknas helt i Finland.

## Ekologi
Sydsnylthumlan är en social parasit på framför allt mörk jordhumla men även ljus jordhumla. Den övervintrande honan lämnar sitt vinterviste i april, varpå hon söker upp ett mindre bo av någon av värdarterna som hon gömmer sig i tills hon har fått samma lukt som boet. Därefter antingen dödar hon eller dominerar värddrottningen, så att det endast är den invaderande honans avkomma som uppföds.
Habitatet är i princip detsamma som värdhumlornas, gärna belägna i samhällen som trädgårdar och parker, men även ruderatområden, vägkanter, skogsbryn, trädesåkrar och betesmarker.
Könsdjuren (ungdrottningar och drönare) kommer fram mellan juli och augusti. Humlan förekommer främst i öppna marker, där den gärna besöker ärtväxter som klövrar (speciellt hanen flyger gärna på vitklöver) och vicker, samt korgblommiga växter som klint. Särskilt honan går även på korgblommiga växter som maskros, kransblommiga växter som vit- och rödplister samt videväxter som sälg  med flera växter, medan hanen dessutom flyger på bland andra korgblommiga växter som tistlar, strävbladiga växter som blåeld och hästtunga, samt flockblommiga växter som lokor. Trots sin korta tunga besöker arten gärna djupa blommor.

## Status
Arten är klassificerad som livskraftig ("LC")  i Sverige.